# Investigación médica

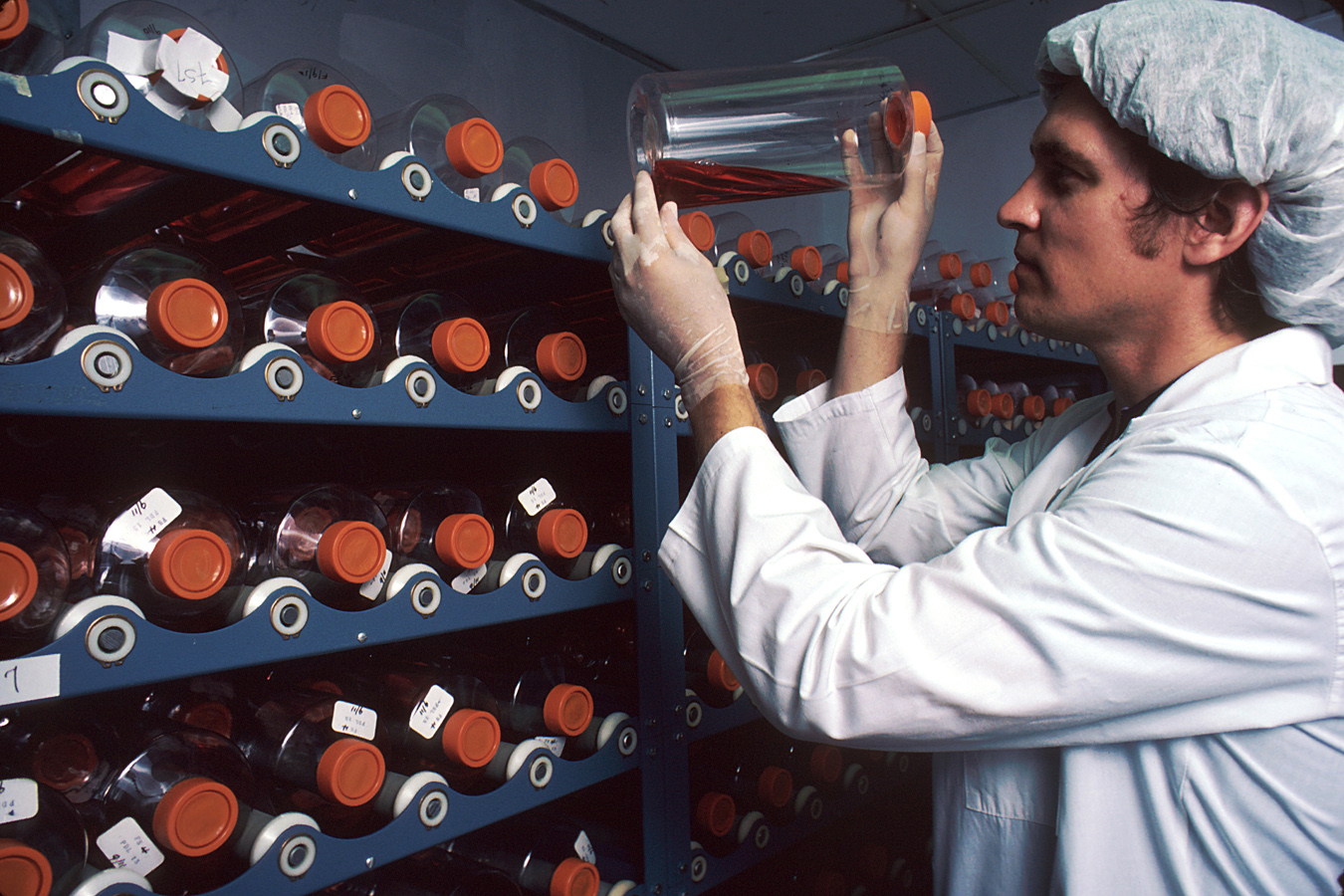
Cultivo de células.

La investigación médica es aquella que tiene por objetivo generar nuevos conocimientos que ayuden al diagnóstico, tratamiento y prevención de enfermedades en humanos.

## Importancia
Al no ser la medicina una ciencia exacta, como si lo son las matemáticas, es muy experimental, ya que un remedio puede servir para el 90% de la población pero no por eso tiene que servir al 10% restante.
En muchos países al estudiar la carrera de medicina se resalta la importancia de la investigación constante, ya sea teóricamente o a través de trabajos y exposiciones, existiendo en muchas universidades un título de posgrado en investigación médica.

## Aplicación
Todos los avances en las investigaciones son utilizados a diario por los profesionales de la medicina, ya que cada nuevo medicamento o cada nueva operación son aplicaciones directas de la investigación médica.

## Ética
Antes de la Segunda Guerra Mundial muchos de los grandes investigadores
médicos de los siglos XIX y XX hacían los experimentos sin consentimiento de sus pacientes y sin preocuparse en absoluto de su bienestar.
Durante la época nazi en Alemania se realizaron muchos experimentos sin tener en cuenta el estado del paciente. Estos médicos fueron condenados en los Juicios de Núremberg como criminales de guerra.

### Tratados

#### Código de Núremberg
El Código de Núremberg recoge una serie de principios que rigen la experimentación con seres humanos, que resultó de las deliberaciones de los Juicios de Núremberg, al final de la Segunda Guerra Mundial. Específicamente, el Código responde a las deliberaciones y argumentos por las que fueron enjuiciados la jerarquía nazi y algunos médicos por el tratamiento inhumano que dieron a los prisioneros de los campos de concentración, como por ejemplo, los experimentos médicos del Dr. Josef Mengele.
El Código de Núremberg fue publicado el 20 de agosto de 1947, tras la celebración de los Juicios de Núremberg (entre agosto de 1945 y octubre de 1946). En él se recogen principios orientativos de la experimentación médica en seres humanos, porque durante el juicio varios de los acusados arguyeron que los experimentos diferían poco de los llevados a cabo antes de la guerra, pues no existían leyes que categorizaran de legales o ilegales los experimentos.

#### Declaración de Helsinki
La Declaración de Helsinki fue promulgada por la Asociación Médica Mundial (WMA) como un cuerpo de principios éticos que deben guiar a la comunidad médica y otras personas que se dedican a la experimentación con seres humanos. Por muchos es considerada como el documento más importante en la ética de la investigación con seres humanos, a pesar de que no es un instrumento legal que vincule internacionalmente. Su autoridad emana del grado de codificación interna y de la influencia que ha ganado a nivel nacional e internacional.

#### Conferencia Internacional sobre armonización para el registro de productos farmacéuticos para uso humano
La "Conferencia Internacional sobre armonización de requisitos técnicos para el registro de productos farmacéuticos para uso humano ' (o 'ICH' , por sus siglas en inglés) es un proyecto que reúne a las autoridades reguladoras de medicamentos en Europa, Japón y Estados Unidos de América y las farmacéuticas para discutir aspectos científicos y técnicos de registro de productos farmacéuticos.
El objetivo es reducir o evitar la necesidad de duplicar las pruebas llevadas a cabo durante la investigación y desarrollo de nuevos fármacos, recomendar maneras de lograr una mayor armonización en la interpretación y aplicación de las directrices técnicas y requisitos para obtener registros.

## Tipos de diseños de investigación aplicados a la salud
La investigación ha jugado un papel fundamental en el avance científico de la medicina, pues favoreció el descubrimiento tanto de los mecanismos biológicos involucrados en la génesis de múltiples padecimientos, como de nuevas tecnologías para realizar diagnósticos más precisos y tempranos.
La elección del diseño de un estudio es una de las etapas más complejas en el proceso de investigación; pues en este, se han de tomar en consideración una serie de hechos como la información previa que existe respecto del tema, el (los) diseño (s) utilizado (s) previamente; la factibilidad de conducir la investigación (relacionada entre otras con la experiencia del investigador, el tamaño de la muestra necesario, las consideraciones éticas, los costes involucrados, etc.), etc. No obstante ello, el investigador debe definir si se mantendrá al margen del desarrollo de los acontecimientos o decidirá intervenir en él. De este modo, se logra comprender la primera gran división de los diferentes tipos de estudios.

### Estudios observacionales
Son aquellos en los que el investigador permanece a la expectativa, ya sea de los efectos de la exposición en los sujetos de estudio o de la asociación entre los factores de riesgo y el evento final.

### Estudios transversales
Su principal característica es, que de manera simultánea y en un periodo determinado, miden tanto la exposición como enfermedad en una población definida. Su objetivo principal es describir la frecuencia, la distribución, los determinantes de la enfermedad en una población dada, para lo cual se utiliza la prevalencia, una proporción compuesta por el número de enfermos (numerador) y en el denominador se ubica a la población total en riesgo.

### Estudios de cohorte
El estudio de cohorte es un diseño epidemiológico observacional y analítico. Es el que mayor valor o cercanía tiene en lo referente a la búsqueda de asociaciones causales.
La estrategia principal en los estudios de cohorte es que las personas se identifican en función de la presencia o ausencia de exposición a un factor de riesgo de interés; en ese momento todas ellas se deben encontrar libres de la enfermedad a estudiar y serán seguidas durante un periodo determinado, suficiente para poder observar la frecuencia de la aparición del evento esperado (enfermedad).

### Estudios descriptivos
En los estudios descriptivos, el investigador se limita a medir la presencia, características o distribución de un fenómeno en una población en un momento de corte en el tiempo, tal sería el caso de estudios que describen la presencia de un determinado factor ambiental, una determinada enfermedad, mortalidad en la población, etc., pero siempre referido a un momento concreto y sobre todo, limitándose a describir uno o varios fenómenos sin intención de establecer relaciones causales con otros factores. Por tanto, la principal característica de los estudios descriptivos es que se limitan simplemente a “dibujar” el fenómeno estudiado, sin pretender establecer ninguna relación causal en el tiempo con ningún otro fenómeno, para lo que necesitaríamos recurrir a un estudio analítico.
La primera finalidad de estos estudios, como bien indica su nombre, es describir la frecuencia y las características más importantes de un problema de salud en una población. Su segunda función es proporcionar datos sobre los que basar hipótesis razonables.

#### Fases de un estudio descriptivo
• Identificar la población de estudio. Definir la muestra si es necesario.
• Definir los objetivos del estudio.
• Definir la enfermedad o fenómeno en estudio.
• Definir las variables del estudio, así como las categorías y escalas de medida de dichas variables.
• Seleccionar las fuentes de información que vamos a utilizar para recoger información sobre esas variables.
• Identificar los indicadores epidemiológicos y calcularlos.

#### Ventajas de los estudios descriptivos
• Son baratos.
• Fáciles de diseñar y ejecutar.
• Fácilmente repetibles.
• Caracterizan la frecuencia o la distribución de la enfermedad o fenómeno en estudio, con respecto a diferentes variables.
• Puerta de entrada, que facilita la realización de estudios analíticos.
• Útiles para valorar la repercusión de enfermedades remitentes.

#### Limitaciones de los estudios descriptivos
• No permiten establecer relaciones causales entre variables, ya que no es posible conocer si fue anterior la existencia del factor de riesgo o lo fue la enfermedad.
• No permiten por tanto el cálculo “real” de la incidencia.
• No permiten estimar el riesgo, de un determinado factor.
• No son útiles para enfermedades de corta duración o poco frecuentes “raras”.
• No informar sobre asociación real entre variables, lo máximo que permiten es informar sobre la relación o que parece existir asociación entre le factor de riesgo y la enfermedad.

### Estudios analíticos
Los estudios Analíticos se caracterizan porque pretenden “descubrir” una hipotética relación entre algún factor de riesgo y un determinado efecto, es decir, pretenden establecer una relación causal entre dos fenómenos naturales.
En este tipo de estudios, es esencial entender que para que prevalezca su condición de estudio observacional, han de cumplir la premisa de que el investigador no establece ningún tipo de intervención en los grupos de estudio, los cuales se someten a las leyes naturales de evolución desde que interviene la causa hasta que se produce el hipotético efecto resultante.
Los estudios analíticos requieren un diseño especial y más cuidadoso que los estudios descriptivos, sobre todo en lo que se refiere a los sistemas de control de sesgos y de factores de confusión, que de no establecerse desde su diseño inicial de forma correcta podrían invalidar los resultados del estudio.

### Estudios experimentales
Los estudios experimentales son un grupo de diseños de investigación que se usan generalmente para evaluar alguna medida terapéutica; sin embargo, con estos diseños también se evalúan otro tipo de intervenciones. Como intervención(es) en el área clínica nos referimos a la(s) acción(es) dirigida(s) a modificar uno o más condiciones de un paciente o sujeto sano, de manera individual o grupal.
Los estudios experimentales pueden ser considerados: 
1. Terapéuticos (o prevención secundaria) se realizan con pacientes con una enfermedad determinada y determinan la capacidad de un agente o un procedimiento para disminuir síntomas, para prevenir la recurrencia o para reducir el riesgo de muerte por dicha enfermedad.
2. Los preventivos (o prevención primaria) evalúan si una agente o procedimiento reduce el riesgo de desarrollar una enfermedad. Por ello los estudios experimentales preventivos se realizan entre individuos sanos que están a riesgo de desarrollar una enfermedad. Esta intervención puede ser sobre una base individual o comunitaria a toda una población determinada.
Ensayo clínico: Es el estudio experimental más frecuente. Los sujetos son pacientes y evalúa uno o más tratamientos para una enfermedad o proceso. La validez de este estudio radica fundamentalmente en que el proceso aleatorio haga los grupos comparables en las variables más relevantes en relación con el problema a estudiar. El diseño del estudio debe contemplar básicamente:
a. La ética y justificación del ensayo. 
b. La población susceptible de ser estudiada. 
c. La selección de los pacientes con su consentimiento a participar. 
d. El proceso de aleatorización. 
e. La descripción minuciosa de la intervención. 
f. El seguimiento exhaustivo que contemple las pérdidas y los no cumplidores. 
g. La medición de la variable final. h. La comparación de los resultados en los grupos de intervención y control.

#### Ensayo clínico aleatorizado factorial
En este diseño se evalúan más de dos intervenciones. Teóricamente el diseño puede expandir el número de intervenciones, sin embargo, en los ensayos clínicos usualmente este número siempre es bajo. Por ejemplo, si se desea probar la eficacia del medicamento A comparándolo con el medicamento B, pero tomando en cuenta dos diferentes dosis de cada medicamento (dosis X y dosis Y), entonces se requerirá conformar cuatro grupos:
- Con el     medicamento A y dosis X.
- Con medicamento A y dosis Y.
- Con medicamento B y dosis X.
- Con medicamento B y dosis Y.[15]

La utilidad de este tipo de diseño es analizar la interacción del efecto de más de dos intervenciones que se incluyen en el estudio.

#### Ensayo clínico aleatorizado cruzado
En el ECCA de diseño cruzado los dos grupos reciben dos tratamientos o intervenciones en diferentes momentos. El grupo 1 recibe el tratamiento A y el grupo 2 recibe el tratamiento B por un periodo de tiempo, posteriormente se hace un periodo de lavado, donde los grupos dejan de recibir los tratamientos a fin de que la segunda parte del estudio sea semejante al momento de inicio del estudio; es decir, sin el efecto terapéutico de algún fármaco.
Posteriormente, el grupo 1 recibe el tratamiento B y el grupo 2 recibe el tratamiento A por el mismo tiempo que habían recibido el tratamiento previo.

Ensayos de campo: Tratan con sujetos que aún no han adquirido la enfermedad o con aquellos que estén en riesgo de adquirirla y estudian factores preventivos de enfermedades como pueden ser la administración de vacunas o el seguimiento de dietas.
Ensayos comunitarios: Incluyen intervenciones sobre bases comunitarias amplias. Este tipo de diseños suelen ser cuasiexperimentales (existe manipulación pero no aleatorización), en los que una o varias comunidades recibirán la intervención, mientras que otras servirán como control.
Los estudios experimentales si tienen un diseño cuidadoso con un tamaño muestral suficiente, un proceso de aleatorización adecuado, una intervención y un seguimiento perfectamente controlados pueden proporcionar evidencias muy fuertes que nos permitan emitir juicios sobre la existencia de relaciones causales entre variables.

### Diseños cuasiexperimentales
Los diseños cuasiexperimentales son una derivación de los estudios experimentales, en los cuales la asignación de los pacientes no es aleatoria aunque el factor de exposición es manipulado por el investigador. Los diseños que carecen de un control experimental absoluto de todas las variables relevantes debido a la falta de aleatorización ya sea en la selección aleatoria de los sujetos o en la asignación de los mismos a los grupos experimental y control, que siempre incluyen una preprueba para comparar la equivalencia entre los grupos, y que no necesariamente poseen dos grupos (el experimental y el control), son conocidos con el nombre de cuasiexperimentos. El método cuasiexperimental es particularmente útil para estudiar problemas en los cuales no se puede tener control absoluto de las situaciones, pero se pretende tener el mayor control posible, aun cuando se estén usando grupos ya formados. Es decir, el cuasiexperimento se utiliza cuando no es posible realizar la selección aleatoria de los sujetos participantes en dichos estudios. Por ello, una característica de los cuasiexperimentos es el incluir "grupos intactos", es decir, grupos ya constituidos.

#### Tipos de diseños cuasiexperimentales
• Experimentos naturales: Son los experimentos que se desarrollan en la población sin que medie ningún tipo de intervención intencionada. La intervención se da de forma natural o circunstancial y luego se evalúa la presencia de la enfermedad con el fin de evaluar el efecto de la intervención no intencionada.
• Estudios con controles históricos: Este estudio consiste en comparar que un grupo de pacientes que reciben una intervención o tratamiento con un grupo que había sido tratado con otro tipo de intervención en el pasado.
• Estudios post-intervención: Es una forma de evaluar una intervención y consiste en realizar observaciones posteriores a la utilización de una medida de intervención. Tiene la limitación de no tener información previa sobre el conocimiento del tema por parte de los participantes.
• Estudios antes/después: Este estudio establece una medición previa a la intervención y otra posterior. Además, puede incluir un grupo de comparación que no reciba la intervención y que se evalúa también antes y después con el fin de medir otras variables externas que cambien el efecto esperado por razones distintas a la intervención.
Análisis de los resultados. El análisis de la información arrojada por un diseño cuasiexperimental permite realizar diversos análisis estadísticos como son: la prueba t, el análisis de varianza, el análisis de covarianza, etc.

### ESTUDIO DE CASOS Y CONTROLES
El diseño de casos y con-troles o también llamado “casos y testigos” o “casos y referentes”, solventa estas dificultades debido a que al ser un estudio epidemiológico, analítico y observacional, facilita la identificación de las causas que desarrollan un evento de interés, poniendo a prueba diferentes hipótesis propuestas por el investigador.
En el que se selecciona dos grupos de sujetos: un grupo llamado control en los cuales no tenga la enfermedad o efecto de estudio y otro grupo llamado casos en los cuales los sujetos sin presenten la enfermedad o el efecto que se investiga. Estos grupos se comparan respecto a las exposiciones o características antecedentes con la finalidad de conocer si están o no asociadas con el efecto objeto del estudio.
Ventajas: permiten estudiar exposiciones y enfermedades laborales o profesionales raras y necesitan poco tiempo, por tanto eficientes.
Inconvenientes: no permiten el cálculo de incidencias, por lo que se utiliza una medida indirecta, la Odds Ratio (OR). El problema es la selección adecuada de los controles y los sesgos. Es el estudio donde se puede cometer un mayor número de sesgos.

### META-ANÁLISIS
Los metaanálisis son estudios que tienen la finalidad de compilar toda la información disponible, agrupándola según un tema específico y evaluándola a través de herramientas de calidad metodológica. El objetivo principal consiste en estimar un tamaño de efecto resumen después de combinar los resultados individuales de cada estudio seleccionado bajo un análisis estadístico suficientemente válido.
Un metaanálisis implica una síntesis cuantitativa de la evidencia acumulada sobre una pregunta de investigación previamente definida. La respuesta se basará en la información contenida en los estudios previamente publicados (estudios primarios). Las principales características del metaanálisis son la precisión, la objetividad y la replicabilidad. Su aplicación permite obtener una estimación combinada del tamaño del efecto. También permite evaluar la heterogeneidad observada en un campo de estudio.
Un metaanálisis comienza con la formulación del problema. A continuación, se lleva a cabo la localización de estudios relacionados con ella. En la fase de codificación se caracterizan los trabajos recogidos en la fase anterior. Finalmente, un análisis estadístico conduce a los resultados, que se presentarán en una publicación que asegure la replicabilidad del estudio. Entre las herramientas gráficas asociadas al metaanálisis destaca el llamado Forest Plot, que permite presentar de forma conjunta las estimaciones puntuales y de intervalo de los estudios seleccionados para el metaanálisis.

### REVISIONES SISTEMÁTICAS
Las revisiones sistemáticas son investigaciones científicas en las que la unidad de análisis son los estudios originales primarios, a partir de los cuales se pretende contestar a una pregunta de investigación claramente formulada mediante un proceso sistemático y explícito. Por eso se las considera investigación secundaria («investigación sobre lo investigado»). Por el contrario, a las revisiones que no siguen un proceso sistemático, denominadas revisiones narrativas, no se las puede considerar un proceso formal de investigación, sino simplemente un formato de literatura científica basada sobre todo en opinión.
Las revisiones sistemáticas son resúmenes claros y estructurados de la información disponible orientada a responder una pregunta clínica específica. Dado que están constituidas por múltiples artículos y fuentes de información, representan el más alto nivel de evidencia dentro de la jerarquía de la evidencia.
Las revisiones sistemáticas se caracterizan por tener y describir el proceso de elaboración transparente y comprensible para recolectar, seleccionar, evaluar críticamente y resumir toda la evidencia disponible con respecto a la efectividad de un tratamiento, diagnóstico, pronóstico, etc.

## Entidades en España
- Ministerio de Ciencia e Innovación de España[26]
- Instituto de Salud Carlos III
- Centro de Regulación Genómica - Universidad Pompeu Fabra
- Centro de Investigación del Cáncer- CIC IBMCC  - Hospital Universitario de Salamanca - Universidad de Salamanca-CSIC
- Instituto de Investigación Biomédica - IRB - Barcelona Supercomputing Center (BSC) o Centro Nacional de Supercomputación (CNS),
- Instituto Nacional de Bioinformática - INB Universidad de Barcelona
- Centro Nacional de Biotecnología - CNB-CSIC - Consejo Superior de Investigaciones Científicas - España
- Centro Nacional de Análisis Genómico - CNAG - Universidad de Barcelona
- Centro Nacional de Investigaciones Oncológicas - CNIO, España -
- Instituto de Investigación Biomédica de Bellvitge - IDIBELL
- Centro de Investigación Médica Aplicada (CIMA)

En Suecia existe el Instituto Karolinska, fundado en 1810 para servir a la Armada sueca. Aunque sus fines no eran comerciales poco a poco se patentan los nuevos descubrimientos, como consecuencia de la influencia del capitalismo.